# Temperatursicherung
Eine Temperatursicherung oder Thermosicherung dient zur Abschaltung eines Stromkreises bei Übertemperatur. Im Gegensatz zu einer elektrischen Sicherung wird die Auslösung nicht primär durch den sie durchfließenden Strom beeinflusst, sondern durch ihre Temperatur.

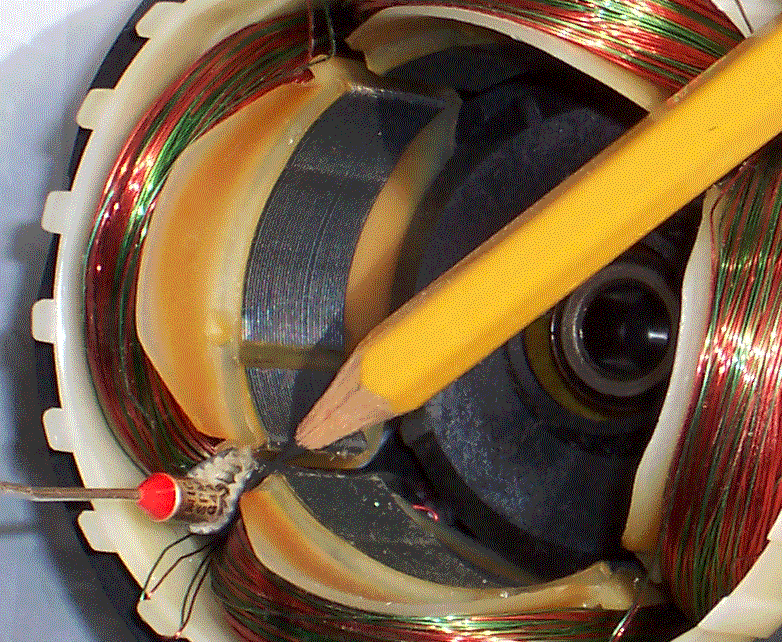
Temperatursicherung mit organischem Schmelzpellet (bei der Bleistiftspitze) zwischen den Wicklungen im Stator eines Elektromotors

## Grundlagen
Temperatursicherungen sind daher nahe an oder in den zu überwachenden Bauteilen untergebracht. Das können zu schützende Wicklungen von Elektromotoren oder Transformatoren sein oder auch Kochgeräte, Heizplatten oder Kaffeemaschinen, bei denen Sicherheit vor Bränden erforderlich ist.
Es wird zwischen rückstellenden und nicht rückstellenden bzw. irreversibel auslösenden Thermosicherungen unterschieden.

## Arten von Temperatursicherungen
Es gibt grundsätzlich zwei Arten von Temperatursicherungen: Legierungstypen mit einer metallischen Schmelzlegierung und Thermosicherungen mit organischem Schmelzpellet.
Temperatursicherungen mit organischem Schmelzpellet sind vor allem in Haushaltsanwendungen und Geräten mit AC 230V 10A oder 16A verbreitet. Diese Modelle sind in der Regel nur für Wechselspannung geeignet.
Modelle auf Basis einer Schmelzlegierung sind deutlich vielseitiger einsetzbar. Sie reichen von sehr kleinen Modellen mit 0,5A bis hin zu einigen hundert Ampere. Niedrige und hohe AC- sowie DC-Spannungen sind hier verfügbar. In den letzten Jahren wurden die Legierungstypen kontinuierlich weiterentwickelt, um die Anforderungen im Bereich Batteriespeicher und Elektromobilität zu erfüllen.
Bei Modellen für hohe DC-Spannungen sind häufig parallel zur Schmelzlegierung in Funkenlöschpaste eingebettete Stromsicherungen angeordnet, damit der Lichtbogen beim Trennen sauber unterbrochen wird.

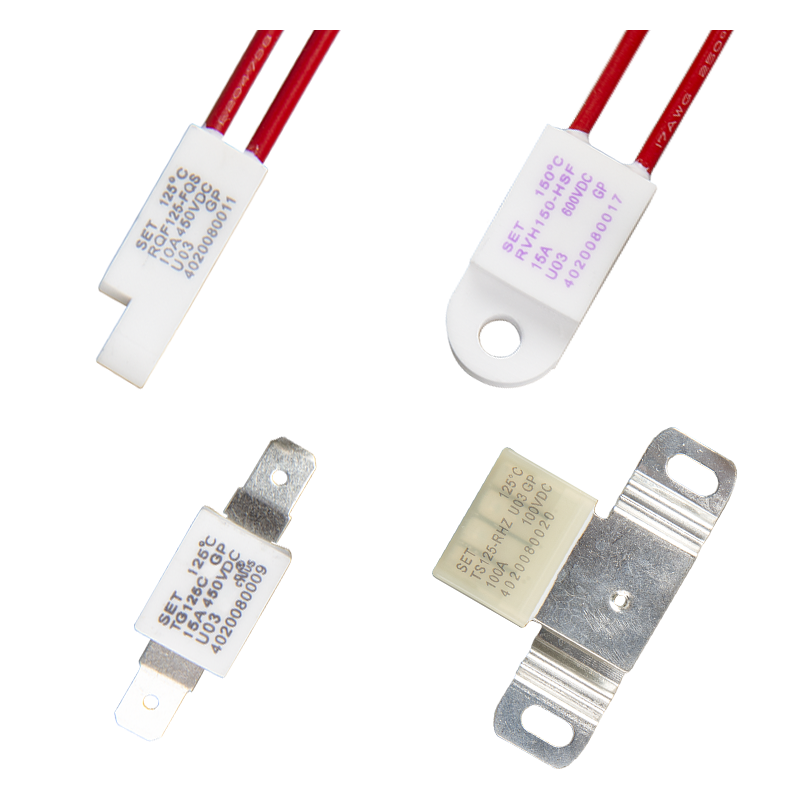
Temperatursicherungen mit metallischer Schmelzlegierung für DC Anwendungen

## Anwendung
Thermosicherungen oder auch Temperatursicherungen werden zum sicheren und einmaligen Abschalten (Trennen) von Stromkreisen verwendet, wenn die zulässige Betriebstemperatur überschritten wird.
Zu häufigen Anwendungsbereichen zählen Transformatoren, Netzgeräte, Heizelemente, Elektromotoren, Magnetventile, Lüfter, Durchlauferhitzer, Vorschaltgeräte, Alarmanlagen, elektronische Schaltungen, Leistungstransistoren und vieles mehr.

## Wichtige Parameter

### Bemessungsschalttemperatur Tf
Schalttemperatur, bei welcher die Temperatursicherung unter festgelegten Bedingungen ausgeschaltet hat. Die Tf verfügt über keine positive Toleranz (EN 60691).

### Auslösetemperatur (Fusing Temp.)
Die Auslösetemperatur gibt die Temperatur an, bei welcher die Schmelzlegierung in der Temperatursicherung zu schmelzen beginnt. 
Bei der Auswahl einer geeigneten Temperatursicherung ist die Auslösetemperatur im Vergleich zur Bemessungsschalttemperatur (Tf) weniger relevant.

### Haltetemperatur Th
Die höchste Temperatur, bei der die Temperatursicherung den Schaltzustand nicht ändert. Bei wiederholtem Erreichen der Haltetemperatur kann die Sicherung vorgeschädigt werden und vorzeitig auslösen.

### Maximale Grenztemperatur Tm
Oberhalb der Tm kann die Temperatursicherung vollständig zerstört werden und gegebenenfalls wieder kontaktieren.

### Bemessungsstrom Ir
Der Bemessungsstrom gibt den maximalen Strom an, welchen die Temperatursicherung sicher schalten kann.

### Transienter Überlaststrom Ip
Der Ip gibt den maximalen Pulsstrom an, welchem die Temperatursicherung ohne Beschädigungen widerstehen kann.

### Bemessungsspannung Ur
Die Bemessungsspannung gibt die maximale Spannung an, welche die Temperatursicherung sicher schalten kann.

## Nicht selbst rückstellende Thermosicherungen

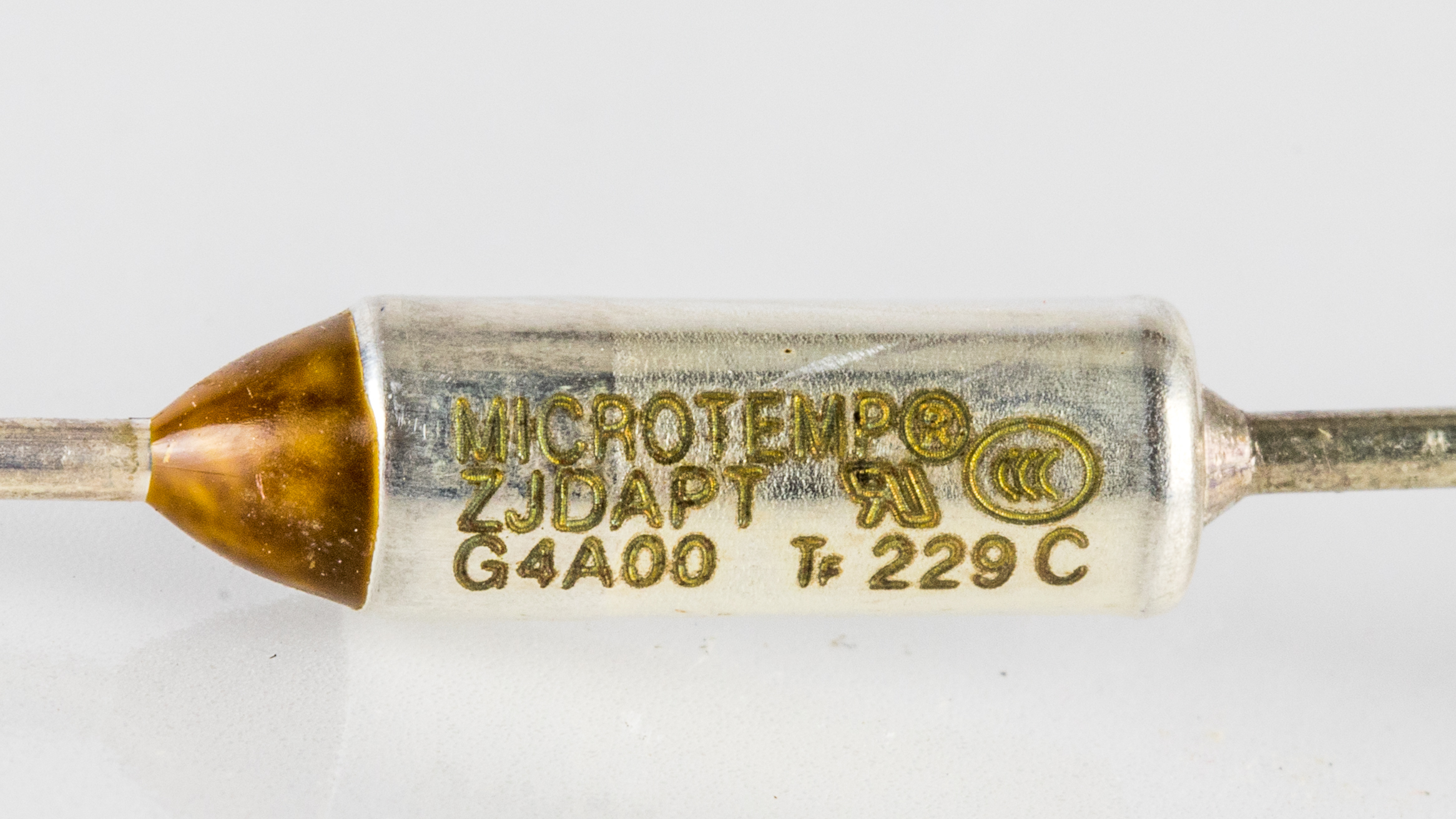
Thermosicherung mit organischem Schmelzpellet: klar zu erkennen sind die verschiedenen Farben als Codierung der Abschalttemperatur

### Nicht rückstellbarer Typ
Irreversibel auslösende Thermosicherungen werden mit einer elektrischen Verbindung über ein bei definierter Temperatur schmelzendes Metall (z. B. Woodmetall) realisiert. Die Lötverbindung muss beim Schmelzen öffnen, was durch eine Feder erreicht wird. Solche Bauteile haben oft die Form einer einseitig gelöteten Blechlasche, wobei die Lasche gleichzeitig die Feder ist (z. B. an elektrischen Widerständen mit Überlastabschaltung). Eine andere Bauform sind die u. a. in Kaffeemaschinen und Bügeleisen eingesetzten radialen Bauteile, die vollständig umhaust sind. Sie ähneln einer Halbleiterdiode, mit denen sie daher manchmal verwechselt werden. Eine weitere Bauform sind flache, bedrahtete Bauelemente, die sich zur Unterbringung in einer Drahtwicklung eignen (Motoren, kleine Transformatoren u. a. in Steckernetzteilen und für Niedervolt-Halogenlampen).

### Manuell rückstellbarer Typ
Diese Thermosicherungen ähneln Bimetallschaltern, können jedoch nur mit einem Knopf nach Abkühlung wieder eingeschaltet werden.

## Selbstrückstellende Thermosicherungen
Selbstrückstellende Thermosicherungen schließen den Stromkreis nach Abkühlung wieder. Sie können als Bimetallschalter (siehe auch Klixon) oder mit einem PTC-Widerstand realisiert sein.
PTC-Thermoschalter reagieren auch auf den sie durchfließenden Strom, was u. a. beim Schutz von Transformatorwicklungen durchaus erwünscht ist. Sie sind daher eine Kombination aus Thermosicherung und Überstromschalter.
Zur Temperaturüberwachung in Wicklungen untergebrachte PTC-Widerstände schalten den Stromkreis erst dann wieder ein, wenn dieser eine Zeitlang unterbrochen war, da sie aufgrund ihrer Restwärme auch im abgeschalteten Zustand noch einen höheren Widerstand aufweisen. Der hohe Widerstand im heißen Zustand führt zu einer auch nach Beseitigung der Überlast bzw. Abkühlung der Wicklung weiter stattfindenden Heizung des Bauteiles und so zu einer fortdauernden Unterbrechung des Stromkreises – es fließt nur ein kleiner Strom, der das Bauteil warm hält.
Temperatursicherungen sind in EN 60691:2003 (Temperatursicherungen – Anforderungen und Anwendungshinweise) erfasst.